# Cryptocentrus strigilliceps
Cryptocentrus strigilliceps is een straalvinnige vissensoort uit de familie van grondels (Gobiidae). De wetenschappelijke naam van de soort is voor het eerst geldig gepubliceerd in 1906 door Jordan & Seale.